# Zenon Szpigler
Zenon Jan Szpigler (ur. 1 stycznia 1906 w Rakowie, obecnie część Częstochowy, zm. 7 marca 1985) – polski działacz partyjny i państwowy, specjalista w zakresie łączności i telekomunikacji, profesor nadzwyczajny nauk technicznych. Więzień obozów koncentracyjnych, podsekretarz stanu w Ministerstwie Łączności (1956–1958), dyrektor Instytutu Łączności (1958–1970).

## Życiorys
Syn Jana i Zofii. W 1926 zdał maturę w Ostrowcu Świętokrzyskim, w latach 1927–1935 studiował na Wydziale Elektrycznym Politechniki Warszawskiej, uzyskał tytuł magistra inżyniera elektryka prądów słabych. Następnie do 1939 jako referendarz prowadził prace badawcze w Biurze Kablowym przy Ministerstwie Poczt i Telegrafów, zajmując się m.in. sieciami teletransmisyjnymi i kierując budową linii kablowej z Zakopanego na Kasprowy Wierch. We wrześniu 1939 oddelegowany do Dowództwa Obrony Warszawy, gdzie zajmował się zapewnieniem łączności w obrębie Warszawy i z pozostałymi częściami kraju.
Od 1939 do 1941 technik w kolumnie robotniczej Urzędu Telekomunikacyjnego w Warszawie, potem do 1942 zatrudniony w Laboratorium Miernictwa Elektrycznego Fabryki Kabli w Ożarowie Mazowieckim. W 1942 został aresztowany i osadzony w więzieniu na Pawiaku, skąd następnie przetransportowano go do obozu koncentracyjnego Auschwitz-Birkenau. Do 1945 przebywał kolejno w innych obozach koncentracyjnych Groß-Rosen, Oranienburg, Dachau oraz Mauthausen.
W 1945 wyszedł z obozu, w grudniu tegoż roku powrócił do kraju. Od 1946 członek Polskiej Partii Socjalistycznej, w 1948 włączonej do Polskiej Zjednoczonej Partii Robotniczej; należał do egzekutywy POP PZPR. Do 1949 pracował w Wydziale Liniowym Ministerstwa Poczt i Telegrafów, zajmując się odbudową krajowej sieci kabli dalekosiężnych. Następnie był kierownikiem Ekspozytury Kabli Międzymiastowych w Przedstawicielstwie Robót Telekomunikacyjnych (1949–1951) i dyrektorem Centrali Biura Kabli Międzymiastowych (1951–1953). Pełnił funkcję dyrektora generalnego Ministerstwa Poczt i Telegrafów (1953–1955) i Ministerstwa Łączności (1955–1956), a od stycznia 1956 do lipca 1958 był podsekretarzem stanu w resorcie łączności.
W latach 1958–1970 pozostawał dyrektorem Instytutu Łączności. 3 października 1967 uchwałą Rady Państwa przyznała mu tytuł naukowy profesora nadzwyczajnego nauk technicznych, pomimo że posiadał jedynie tytuł magistra inżyniera. W 1970 został pracownikiem naukowym Instytutu Telekomunikacji Politechniki Warszawskiej, gdzie zajmował się telekomunikacją światłowodową. Należał do Stowarzyszenia Elektryków Polskich, przewodniczył Sekcji Telekomunikacyjnej Komitetu Elektroniki i Telekomunikacji Polskiej Akademii Nauk i należał do Rady Naukowo-Technicznej przy Ministrze Łączności. Współautor publikacji o tematyce telekomunikacji. Jego zespół w 1979 oddał do użytku pierwszą w Polsce i państwach Rady Wzajemnej Pomocy Gospodarczej linię światłowodową.
Został pochowany na Cmentarzu Powązkowskim w Warszawie.

## Odznaczenia i wyróżnienia
Odznaczony m.in. Złotym Krzyżem Zasługi, Krzyżem Oficerskim Orderu Odrodzenia Polski i Orderem Sztandaru Pracy I i II klasy, Krzyżem Walecznych (za udział w obronie Warszawy), Medalem „Za zasługi dla obronności kraju”, Medalem 10-lecia Polski Ludowej i Medalem Komisji Edukacji Narodowej. Wyróżniony także Złotą Odznaką „Zasłużony Pracownik Łączności”,  Odznaką „Zasłużony dla województwa lubelskiego” i Odznaką Honorową „Za zasługi dla Warszawy”, a ponadto złotymi odznakami honorowymi Stowarzyszenia Elektryków Polskich i Naczelnej Organizacji Technicznej. W 1951 kierowany przez niego zespół otrzymał Nagrodę Państwową III stopnia (w ramach Działu Postępu Technicznego Sekcji Przemysłu Ciężkiego).